# Jerzy Majewski
Jerzy Tadeusz Majewski (ur. 18 grudnia 1925 w Potworowie, zm. 24 kwietnia 2019 w Konstancinie-Jeziornie) – polski inżynier i polityk, poseł na Sejm PRL V i VI kadencji, przewodniczący prezydium Rady Narodowej miasta stołecznego Warszawy (1967–1973) i prezydent miasta stołecznego Warszawy w latach 1973–1982.

## Życiorys
Syn Edwarda i Janiny. Od 1943 do 1945 był członkiem Organizacji Konspiracyjnej „Szare Szeregi AK” Harcerskie Grupy Szturmowe w Radomiu. W 1953 ukończył studia na Wydziale Inżynierii Politechniki Warszawskiej i wstąpił do Polskiej Zjednoczonej Partii Robotniczej. Przez kilka lat studia łączył z pracą zawodową: od listopada 1948 pracował w Miejskim Przedsiębiorstwie Robót Budowlanych jako kierownik robót, następnie naczelny inżynier. W grudniu 1957 uzyskał uprawnienia budowlane.
W marcu 1954 przeszedł do Ministerstwa Gospodarki Komunalnej, gdzie był kolejno dyrektorem Centralnego Zarządu Budownictwa Komunalnego, dyrektorem Departamentu Gospodarki Mieszkaniowej, dyrektorem generalnym Ministerstwa, a od lipca 1964 podsekretarzem stanu (wiceministrem).
Od 29 grudnia 1967 do 9 grudnia 1973 był przewodniczącym prezydium Rady Narodowej miasta stołecznego Warszawy, a następnie prezydentem miasta stołecznego Warszawy (od 13 grudnia 1973 do 18 lutego 1982). W latach 1969–1983 zasiadał w Radzie Narodowej miasta stołecznego Warszawy. Pełnił też funkcje partyjne: od 1968 do 1975 był zastępcą członka, a od 1975 do 1981 członkiem Komitetu Centralnego PZPR. Od 1969 do 1976 pełnił mandat posła na Sejm PRL V i VI kadencji.
W lutym 1982 powrócił do pracy w resorcie budownictwa; do 16 stycznia 1991 był podsekretarzem stanu w Ministerstwie Budownictwa i Przemysłu Materiałów Budowlanych (od 1985 Ministerstwo Budownictwa, Gospodarki Przestrzennej i Komunalnej, a od 1987 Ministerstwo Gospodarki Przestrzennej i Budownictwa) i jednocześnie pełnomocnikiem rządu ds. budowy metra w Warszawie. Był też wiceprzewodniczącym (1971–1980) i przewodniczącym (1981–1984) Społecznego Komitetu Odbudowy Zamku Królewskiego w Warszawie, członkiem Rady Naukowo-Konsultacyjnej przy zarządzie Warszawskiego Metra (od 1995), członkiem Społecznego Komitetu Budowy Metra, członkiem Zarządu Polskiego Towarzystwa Mieszkaniowego (od 2004).
Działał w stowarzyszeniach. 1 lutego 1960 został członkiem Polskiego Związku Inżynierów i Techników Budownictwa, w którym pełnił m.in. funkcję wiceprzewodniczącego Zarządu Głównego (1987–1993). W latach 1994–2008 zasiadał w Głównej Komisji Rewizyjnej, w kadencji 1999–2002 jej przewodniczył. Był też przewodniczącym Komisji Mieszkalnictwa Oddziału Warszawskiego oraz przewodniczącym komitetów organizacyjnych corocznych konferencji w Spale, poświęconych problematyce budowy i utrzymania budynków mieszkalnych. Brał udział w pracach komitetu ds. konkursu Związku „Budowa Roku”. W czerwcu 2005 XX Zjazd Polskiego Związku Inżynierów i Techników Budownictwa nadał mu tytuł członka honorowego. Otrzymał złotą odznakę tego związku (1977).
Został pochowany na Cmentarzu Powązkowskim w Warszawie.

## Odznaczenia i wyróżnienia
- 1955: Srebrny Krzyż Zasługi[4]
- 1958: Złoty Krzyż Zasługi
- 1964: Krzyż Oficerski Orderu Odrodzenia Polski
- 1964: Srebrna Odznaka Honorowa Naczelnej Organizacji Technicznej
- 1966: Złota odznaka honorowa „Za Zasługi dla Warszawy”
- 1969: Złota Odznaka Honorowa Naczelnej Organizacji Technicznej
- 1970: Medal pamiątkowy „Za zasługi dla Warszawskiego Okręgu Wojskowego”[5]
- 1974: Krzyż Komandorski Orderu Odrodzenia Polski
- 1975: Order Infanta Henryka
- 1977: Order Leopolda
- 1998: Medal „Cztery wieki stołeczności Warszawy”
- 2000: Odznaka „Zasłużony dla Warszawy”
- 2004: został honorowym obywatelem Warszawy